# José Elorrieta Aurrekoetxea
José Elorrieta Aurrekoetxea (Loiu, Biscaia, 1951) és un sindicalista basc. Des de 1988 ocupà el càrrec de secretari general del comitè nacional del sindicat Eusko Langileen Alkartasuna-Solidaridad de los Trabajadores Vascos.